# مركبة سبوتنك 4
مركبة سبوتنك 4  (الروسية: Корабль-Спутник 4) (بالروسية: посутка- сатель 4) أو فوستوك 3 كيه إيه رقم 1، والمعروف أيضًا باسم سبوتنك 9 في الغرب، كانت مركبة فضائية سوفيتية أُطلقت في 9 مارس 1961. حملت دمية إيفان إيفانوفيتش وكلبًا يُدعى تشيرنوشكا وبعض الفئران وأول خنزير غينيا في الفضاء، كانت رحلة تجريبية للمركبة الفضائية فوستوك.
أطلقت مركبة سبوتنك 4 في الساعة 06:29:00 بالتوقيت العالمي المنسق في 9 مارس 1961، على متن صاروخ حامل من طراز فوستوك-ك من الموقع 1/5 في قاعدة بايكونور الفضائية. وُضعت بنجاح في مدار أرضي منخفض. كان من المقرر أن تكمل المركبة الفضائية مدارًا واحدًا فقط، لذا أُخرجت من مدارها بعد وقت قصير من إطلاقها، ثم عادت إلى الغلاف الجوي في مرورها الأول فوق الاتحاد السوفيتي. هبطت في الساعة 08:09:54 بالتوقيت العالمي المنسق، وجرى استردادها بنجاح. أثناء الهبوط، أُخرجت الدمية من المركبة الفضائية في اختبار لمقعد القذف الخاص بها، وهبطت منفصلة تحت مظلتها الخاصة.